# Frankrijk op de Olympische Zomerspelen 2008
Frankrijk nam deel aan de Olympische Zomerspelen 2008 in Peking, China. Frankrijk debuteerde op de eerste Zomerspelen in 1896 en deed in 2008 voor de 26e keer mee. Het wist acht medailles extra te winnen ten opzichte van de vorige editie, maar opvallend is de daling van het aantal keren goud (van elf naar zeven) en de scheve verhouding nu tussen goud, zilver en brons.

## Medailleoverzicht
| Sport         | Olympiër | Discipline                | Medaille |
| ------------- | --- | ------------------------- | -------- |
| Handbal       | Jérôme Fernandez Nikola Karabatić Didier Dinart Christophe Kempe Cédric Burdet Thierry Omeyer Guillaume Gille Joël Abati Bertrand Gille Luc Abalo Daniel Narcisse Michaël Guigou Olivier Girault Cédric Paty Daouda Karaboué | mannen                    | Goud     |
| Schermen      | Fabrice Jeannet Jerome Jeannet Ulrich Robeiri | degen team (m)            |          |
| Schermen      | Nicolas Lopez Julien Pillet Boris Sanson | sabel team (m)            |          |
| Wielersport   | Anne-Caroline Chausson | BMX (v)                   |          |
| Wielersport   | Julien Absalon | moutainbike (m)           |          |
| Worstelen     | Steeve Guenot | -66kg Grieks-Romeins (m)  |          |
| Zwemmen       | Alain Bernard | 100m vrije slag (m)       |          |
| Atletiek      | Mahiedine Mekhissi | 3000m steeplechase (m)    | Zilver   |
| Boksen        | Khedafi Djelkhir | -57kg (m)                 |          |
| Boksen        | Daouda Sow | -60kg (m)                 |          |
| Gewichtheffen | Vencelas Dabaya-Tientcheu | -69kg (m)                 |          |
| Gymnastiek    | Thomas Bouhail | sprong (m)                |          |
| Judo          | Benjamin Darbelet | -66kg (m)                 |          |
| Judo          | Lucie Décosse | -63kg (v)                 |          |
| Kanovaren     | Fabien Lefèvre | K-1 slalom (m)            |          |
| Schermen      | Fabrice Jeannet | degen (m)                 |          |
| Schermen      | Nicolas Lopez | sabel (m)                 |          |
| Wielersport   | Grégory Baugé Kévin Sireau Arnaud Tournant | teamsprint (m)            |          |
| Wielersport   | Laetitia le Corguille | BMX (v)                   |          |
| Wielersport   | Jean-Christophe Peraud | moutainbike (m)           |          |
| Zeilen        | Julien Bontemps | RS:X (m)                  |          |
| Zwemmen       | Amaury Levaux | 50m vrije slag (m)        |          |
| Zwemmen       | Alain Bernard Amaury Levaux Fabien Gilot Frédérick Bousquet Grégory Mallet Boris Steimetz | 4x100m vrije slag (m)     |          |
| Atletiek      | Mehdi Baala* | 1500m (m)                 | Brons    |
| Atletiek      | Manuela Montebrun** | kogelslingeren (v)        |          |
| Boksen        | Alexis Vastine | -64kg (m)                 |          |
| Boogschieten  | Virginie Arnold Sophie Dodemont Bérengère Schuh | team (v)                  |          |
| Gymnastiek    | Benoît Caranobe | individuele meerkamp (m)  |          |
| Judo          | Teddy Riner | +100kg (m)                |          |
| Judo          | Stephanie Possamai | -78kg (v)                 |          |
| Kanovaren     | Marie Delattre Anne-Laure Viard | K-2 500m (v)              |          |
| Roeien        | Germain Chardin Julien Despres Dorian Mortelette Benjamin Rondeau | vier-zonder (m)           |          |
| Roeien        | Julien Bahain Cedric Berrest Jonathan Coeffic Pierre-Jean Peltier | dubbel-vier (m)           |          |
| Schietsport   | Anthony Terras | skeet (m)                 |          |
| Taekwondo     | Gwladys Patience Epangue | -67kg (v)                 |          |
| Wielersport   | Mickael Bourgain | sprint (m)                |          |
| Worstelen     | Christophe Guenot | -74kg Grieks-Romeins (m)  |          |
| Worstelen     | Yannick Szczepaniak | -120kg Grieks-Romeins (m) |          |
| Zeilen        | Guillaume Florent | finn (m)                  |          |
| Zeilen        | Olivier Bausset Nicolas Charbonnier | 470 (m)                   |          |
| Zwemmen       | Alain Bernard | 50m vrije slag (m)        |          |
| Zwemmen       | Hugues Duboscq | 100m schoolslag (m)       |          |
| Zwemmen       | Hugues Duboscq | 200m schoolslag (m)       |          |

* Baala eindigde in eerste instantie op de vierde plaats, maar doordat de winnaar op het gebruik van doping werd betrapt, schoof hij door naar de derde plaats.
** Manuela Montebrun kreeg in 2017 de bronzen medaille bij het kogelslingeren vanwege een dopingovertreding van de Wit-Russische Aksana Mjankova
- -     - Yannick Szczepaniak kreeg in 2016 de bronzen medaille toegewezen vanwege een positieve dopingtest van de zilveren medaillewinnaar IOC sanctions 16 athletes for failing anti-doping tests at Beijing 2008

## Deelnemers en resultaten
(m) = mannen, (v) = vrouwen 

### Atletiek
| Olympiër                                                                                                  | Onderdeel                | Resultaat | Prestatie                                                                                           |
| --- | ------------------------ | --------- | --------------------------------------------------------------------------------------------------- |
| Martial Mbandjock                                                                                         | 100m (m)                 | 15e       | serie 3: 2de in 10,26 kwartfinale 2: 3de in 10,16 halve finale 2: 8ste in 10,18                     |
| Ronald Pognon                                                                                             | 100m (m)                 | 19e       | serie 6: 3de in 10,26 kwartfinale 3: 5de in 10,21                                                   |
| Leslie Djhone                                                                                             | 100m (m)                 | 15e       | serie 1: 1ste in 45,12 halve finale 2: 1ste in 44,79 finale: 5de in 45,11                           |
| Mehdi Baala                                                                                               | 1500m (m)                | Brons     | serie 1: 1ste in 3.35,87 halve finale 2: 1ste in 3.37,47 finale: 3de in 3.34,21                     |
| Samuel Coco-Viloin                                                                                        | 110m horden (m)          | 15e       | serie 6: 4de in 13,60 kwartfinale 2: 4de in 13,51 halve finale 2: 8ste in 13,65                     |
| Ladji Doucouré                                                                                            | 110m horden (m)          | 4e        | serie 4: 2de in 13,52 kwartfinale 4: 2de in 10,39 halve finale 1: 3de in 13,22 finale: 4de in 13,24 |
| Mahiedine Mekhissi-Benabbad                                                                               | 3000m steeplechase (m)   | Zilver    | serie 2: 2de in 8.16,95 finale: 2de in 8.10,49                                                      |
| Bob Tahri                                                                                                 | 3000m steeplechase (m)   | 5e        | serie 1: 1ste in 8.23,42 finale: 5de in 8.14,79                                                     |
| Vincent Zouaoui-Dandrieux                                                                                 | 3000m steeplechase (m)   | 22e       | serie 3: 7de in 8.27,91                                                                             |
| David Alerte Christophe Lemaitre Martial Mbandjock Issa Aimé Nthépé Ronald Pognon Manuel Reynaert         | 4x100m (m)               | 8e        | serie 2: 6de in 39,53                                                                               |
| Leslie Djhone Richard Maunier Ydrissa M'Barke Brice Panel Teddy Venel                                     | 4x400m (m)               | 10e       | serie 1: 7de in 3.03,19                                                                             |
| Simon Munyutu                                                                                             | marathon (m)             | 57e       | 2:25.50                                                                                             |
| Yohann Diniz                                                                                              | 50km snelwandelen (m)    | DNF       | niet gefinisht                                                                                      |
| Eddy Riva                                                                                                 | 50km snelwandelen (m)    | 28e       | 4:00.49                                                                                             |
| Salim Sdiri                                                                                               | verspringen (m)          | 21e       | kwalificatie groep A: 11de met 7,81m                                                                |
| Colomba Fofana                                                                                            | hink-stap-springen (m)   | 29e       | kwalificatie groep B: 14de met 16,42m                                                               |
| Mickaël Hanany                                                                                            | hoogspringen (m)         | 14e       | kwalificatie groep A: 8ste met 2,25m                                                                |
| Jérôme Clavier                                                                                            | polsstokhoogspringen (m) | 7e        | kwalificatie groep A: 2de met 5,65m finale: 7de met 5,60m                                           |
| Romain Mesnil                                                                                             | polsstokhoogspringen (m) | 14e       | kwalificatie groep B: 7de met 5,55m                                                                 |
| Yves Niaré                                                                                                | kogelstoten (m)          | 23e       | kwalificatie groep B: 9de met 19,73m                                                                |
| Romain Barras                                                                                             | tienkamp (m)             | 4e        | 8253 punten                                                                                         |
| |                          |           | |
| Christine Arron                                                                                           | 100m (v)                 | 17e       | serie 2: 1ste in 11,37 kwartfinale 3: 4de in 11,36                                                  |
| Muriel Hurtis-Houairi                                                                                     | 200m (v)                 | 9e        | serie 2: 2de in 22,72 kwartfinale 2: 2de in 22,89 halve finale 2: 5de in 22,71                      |
| Élodie Guégan                                                                                             | 800m (v)                 | DNF       | serie 3: 3de in 2.03,85 halve finale 3: niet gefinisht                                              |
| Adriana Lamalle                                                                                           | 100m horden (v)          | DNS       | niet gestart                                                                                        |
| Reïna-Flor Okori                                                                                          | 100m horden (v)          | 17e       | serie 4: 3de in 12,98 halve finale 2: 6de in 13,05                                                  |
| Sophie Duarte                                                                                             | 3000m steeplechase (v)   | 25e       | serie 2: 7de in 9.38,08                                                                             |
| Christine Arron Muriel Hurtis-Houairi Ayodele Ikuesan Lina Jacques-Sebastien Carima Louami Myriam Soumaré | 4x100m (v)               | 8e        | serie 2: niet gefinisht                                                                             |
| Phara Anacharsis Solen Desert Élodie Guégan Aurore Kassambara Virginie Michanol Thélia Sigere             | 4x400m (v)               | 7e        | serie 2: 4de in 3.26,61                                                                             |
| Christelle Daunay                                                                                         | marathon (v)             | 20e       | 2:31.48                                                                                             |
| Teresa Nzola Meso                                                                                         | hink-stap-springen (v)   | 14e       | kwalificatie groep A: 7de met 14,11m                                                                |
| Melanie Skotnik-Melfort                                                                                   | hoogspringen (v)         | 16e       | kwalificatie groep B: 9de met 1,89m                                                                 |
| Vanessa Boslak                                                                                            | polsstokhoogspringen (v) | 9e        | kwalificatie groep B: 1ste met 4,50m finale: 9de met 4,55m                                          |
| Marion Buisson                                                                                            | polsstokhoogspringen (v) | 23e       | kwalificatie groep A: 12de met 4,15m                                                                |
| Mélina Robert-Michon                                                                                      | discuswerpen (v)         | 7e        | kwalificatie groep A: 3de met 62,21m finale: 7de met 60,66m                                         |
| Stéphanie Falzon                                                                                          | kogelslingeren (v)       | 14e       | kwalificatie groep A: 7de met 68,93m                                                                |
| Manuèla Montebrun                                                                                         | kogelslingeren (v)       | Brons     | kwalificatie groep B: 2de met 72,81m finale: 3de met 72,54m                                         |
| Amélie Perrin                                                                                             | kogelslingeren (v)       | DNF       | kwalificatie groep B: geen geldige poging                                                           |
| Marie Collonvillé                                                                                         | zevenkamp (v)            | 12e       | 6302 punten                                                                                         |
| Antoinette Nana Djimou                                                                                    | zevenkamp (v)            | 18e       | 6055 punten                                                                                         |

### Badminton
| Olympiër          | Onderdeel     | Resultaat | Prestatie |
| ----------------- | ------------- | --------- | --- |
| Erwin Kehlhoffner | enkelspel (m) | 9e        | 1ste ronde: W van AUS Gomez: 19-21, 22-20, 21-15 2de ronde: W van ZAM Mambwe: 21-15, 21-28 3de ronde: V van CHN Chen: 10-21, 6-21                         |
|                   |               |           | |
| Hongyan Pi        | enkelspel (v) | 5e        | 1ste ronde: vrij 2de ronde: W van PER Rivero: 21-6, 21-9 3de ronde: W van JPN Hirose: 21-12, 16-21, 21-6 kwartfinale: V van CHN Zhang: 8-21, 21-19, 19-21 |

### Boksen
| Olympiër             | Onderdeel | Resultaat | Prestatie |
| -------------------- | --------- | --------- | --- |
| Nordine Oubaali      | -48kg (m) | 9e        | 1ste ronde: W van UZB Sultonov: 8-7 2de ronde: V van CHN Zhou: 3-3 |
| Jérôme Thomas        | -51kg (m) | 17e       | 1ste ronde: V van DOM Payano: 6-10 |
| Ali Hallab           | -54kg (m) | 17e       | 1ste ronde: V van IND Kumar: 5-12 |
| Khédafi Djelkhir     | -57kg (m) | Zilver    | 1ste ronde: W van AUS Fleming: 13-9 2de ronde: W van USA Williams: 9-7 kwartfinale: W van MEX Reyes: 14-9 halve finale: W van AZE Imranov: walk-over finale: V van UKR Lomachenko: scheidsrechterlijke beslissing |
| Daouda Sow           | -60kg (m) | Zilver    | 1ste ronde: W van PRK Kim: 13-3 2de ronde: W van PUR Pedraza: 13-9 kwartfinale: W van CHN Hu: 9-6 halve finale: W van CUB Ugas: 15-8 finale: V van RUS Tishchenko: 9-11                                           |
| Alexis Vastine       | -64kg (m) | Brons     | 1ste ronde: W van LTU Kavaliauskas: 13-2 2de ronde: W van GBR Saunders: 11-7 kwartfinale: W van MGL Mönkh-Erdene: 12-4 halve finale: V van DOM Diaz: 10-12                                                        |
| Jaoid Chiguer        | -69kg (m) | 9e        | 1ste ronde: W van TKM Basirow: 17-6 2de ronde: V van UZB Mahmudov: 3-8 |
| Jean Mickaël Raymond | -75kg (m) | 17e       | 1ste ronde: V van UZB Rasulov: 2-8 |
| John M'Bumba         | -91kg (m) | 9e        | 1ste ronde: vrij 2de ronde: W van COL Julio: 11-5 2de ronde: V van RUS Chakhiev: 9-18 |

### Boogschieten
| Olympiër                                        | Onderdeel       | Resultaat | Prestatie |
| ----------------------------------------------- | --------------- | --------- | --- |
| Romain Girouille                                | individueel (m) | 33e       | plaatsingsronde: 51ste met 641 punten 1ste ronde: V van AUS Kim: 110-112 |
| Jean-Charles Valladont                          | individueel (m) | 33e       | plaatsingsronde: 35ste met 656 punten 1ste ronde: V van AUS Naray: 106-108 |
|                                                 |                 |           | |
| Virginie Arnold                                 | individueel (v) | 33e       | plaatsingsronde: 39ste met 626 punten 1ste ronde: V van USA Lorig: 105-107 |
| Sophie Dodémont                                 | individueel (v) | 33e       | plaatsingsronde: 32ste met 632 punten 1ste ronde: V van GER Hitzler: 106-107 |
| Bérengère Schuh                                 | individueel (v) | 9e        | plaatsingsronde: 14de met 645 punten 1ste ronde: W van ITA Lionetti: 112-107 2de ronde: W van JPN Kitabatake: 112-100 3de ronde: V van KOR Joo: 104-109                         |
| Virginie Arnold Sophie Dodemont Bérengère Schuh | individueel (v) | Brons     | plaatsingsronde: 5de met 1903 punten 1ste ronde: vrij kwartfinale: W van Polen: 218-211 halve finale: V van Zuid-Korea: 184-213 bronzen finale: W van Groot-Brittannië: 203-201 |

### Gewichtheffen
| Olympiër            | Onderdeel | Resultaat | Prestatie                                                    |
| ------------------- | --------- | --------- | ------------------------------------------------------------ |
| Vencelas Dabaya     | -69kg (m) | Zilver    | trekken: 5de met 151kg stoten: 2de met 187kg totaal: 338kg   |
| Giovanni Bardis     | -77kg (m) | 14e       | trekken: 10de met 156kg stoten: 17de met 173kg totaal: 329kg |
| Benjamin Hennequin  | -85kg (m) | 6e        | trekken: 10de met 162kg stoten: 3de met 205kg totaal: 367kg  |
|                     |           |           |                                                              |
| Mélanie Noël-Bardis | -48kg (v) | 7e        | trekken: 6de met 80kg stoten: 7de met 97kg totaal: 177kg     |

### Gymnastiek
| Olympiër                                                                                           | Onderdeel                | Resultaat  | Prestatie                                                             |
| Trampoline                                                                                         | Trampoline               | Trampoline | Trampoline                                                            |
| -------------------------------------------------------------------------------------------------- | ------------------------ | ---------- | --------------------------------------------------------------------- |
| Grégoire Pennes                                                                                    | mannen                   | 12e        | kwalificatie: 12de met 68,70 punten                                   |
| Turnen                                                                                             |                          |            |                                                                       |
| Yann Cucherat                                                                                      | rekstok (m)              | 21e        | kwalificatie: 3de met 15,850 punten finale: 8ste met 14,825 punten    |
| Danny Rodrigues                                                                                    | ringen (m)               | 5e         | kwalificatie: 7de met 15,800 punten finale: 5de met 16,225 punten     |
| Thomas Bouhail                                                                                     | sprong (m)               | Zilver     | kwalificatie: 2de met 16,662 punten finale: 2de met 16,537 punten     |
| Benoît Caranobe                                                                                    | sprong (m)               | 5e         | kwalificatie: 7de met 16,437 punten finale: 5de met 16,062 punten     |
| Thomas Bouhail                                                                                     | individuele meerkamp (m) | 21e        | kwalificatie: 27ste met 88,550 punten finale: 21ste met 87,000 punten |
| Benoît Caranobe                                                                                    | individuele meerkamp (m) | Brons      | kwalificatie: 10de met 90,925 punten finale: 3de met 91,925 punten    |
| Dimitri Karbanenko                                                                                 | individuele meerkamp (m) | 28e        | kwalificatie: 28ste met 88,500 punten                                 |
| Hamilton Sabot                                                                                     | individuele meerkamp (m) | 30e        | kwalificatie: 30ste met 87,750 punten                                 |
| Thomas Bouhail Benoît Caranobe Yann Cucherat Dimitri Karbanenko Danny Rodrigues Hamilton Sabot     | meerkamp team (m)        | 8e         | kwalificatie: 7de met 361,200 punten finale: 8ste met 272,875 punten  |
| |                          |            |                                                                       |
| Laetitia Dugain                                                                                    | individuele meerkamp (v) | 23e        | kwalificatie: 22ste met 58,275 punten finale: 23ste met 56,775 punten |
| Pauline Morel                                                                                      | individuele meerkamp (v) | 29e        | kwalificatie: 29ste met 57,450 punten                                 |
| Marine Petit                                                                                       | individuele meerkamp (v) | 19e        | kwalificatie: 20ste met 58,350 punten finale: 19de met 57,975 punten  |
| Rose-Eliandre Bellemare Marine Debauve Laetitia Dugain Katheleen Lindor Pauline Morel Marine Petit | meerkamp team (v)        | 7e         | kwalificatie: 6de met 233,875 punten finale: 7de met 175,275 punten   |

### Handbal

#### Mannen
| Olympiër | Discipline | Resultaat | Prestatie |
| --- | ---------- | --------- | --- |
| Joele Abati Luc Abalo Cedric Burdet Didier Dinart Olivier Gerault Bertrand Gille Guillaume Gille Michaël Guigou Nikola Karabatic Daouda Karaboue Christophe Kempe Daniel Narcisse Thierry Omeyer Cédric Paty | mannen     | Goud      | groep A: 1ste W van Brazilië: 34-26 W van China: 33-19 W van Kroatië: 23-19 W van Spanje: 28-21 G van Polen: 30-30 kwartfinale: W van Rusland: 27-24 halve finale: W van Kroatië: 25-23 finale: W van IJsland: 28-23 |

| Groep A |           |             |             |             |             |            |            |            |        |
| #       | Land      | Wedstrijden | Wedstrijden | Wedstrijden | Wedstrijden | Doelpunten | Doelpunten | Doelpunten | Punten |
| #       | Land      | G           | W           | G           | V           | V          | T          | Saldo      | Punten |
| 1       | Frankrijk | 5           | 4           | 1           | 0           | 148        | 115        | +33        | 9      |
| 2       | Polen     | 5           | 3           | 1           | 1           | 147        | 128        | +19        | 7      |
| 3       | Kroatië   | 5           | 3           | 0           | 2           | 140        | 115        | +25        | 6      |
| 4       | Spanje    | 5           | 3           | 0           | 2           | 152        | 147        | +5         | 6      |
| 5       | Brazilië  | 5           | 1           | 0           | 4           | 129        | 153        | -24        | 2      |
| 5       | China     | 5           | 0           | 0           | 5           | 104        | 164        | -60        | 0      |

| Ronde        | Datum  | Plaats    | Land  | Score     | Land |
| ------------ | ------ | --------- | ----- | --------- | ---- |
| Groepsfase   |        |           |       |           |      |
| 10 augustus  | Peking | Frankrijk | 34-26 | Brazilië  |      |
| 12 augustus  | Peking | China     | 19-33 | Frankrijk |      |
| 14 augustus  | Peking | Frankrijk | 23-19 | Kroatië   |      |
| 16 augustus  | Peking | Frankrijk | 28-21 | Spanje    |      |
| 18 augustus  | Peking | Polen     | 30-30 | Frankrijk |      |
| Kwartfinale  |        |           |       |           |      |
| 20 augustus  | Peking | Frankrijk | 27-24 | Rusland   |      |
| Halve finale |        |           |       |           |      |
| 22 augustus  | Peking | Frankrijk | 25-23 | Kroatië   |      |
| Finale       |        |           |       |           |      |
| 24 augustus  | Peking | IJsland   | 23-28 | Frankrijk |      |

#### Vrouwen
| Olympiër | Discipline | Resultaat | Prestatie |
| --- | ---------- | --------- | --- |
| Christine Vanparys-Torres Isabelle Wendling Valérie Nicolas Amandine Leynaud Véronique Pecqueux-Rolland Alexandra Lacrabère Mariama Signate Maakan Tounkara Sophie Herbrecht Nina Kanto Camille Ayglon Stéphanie Cano Paule Baudouin | vrouwen    | 5e        | groep A: 4de W van Angola: 32-21 W van Kazachstan: 21-18 V van Roemenië: 26-34 V van Noorwegen: 24-34 V van China: 18-21 kwartfinale: V van Rusland: 31-32 5-8ste plek: W van Roemenië: 36-24 5-6de plek: W van China: 31-23 |

| Groep A |            |             |             |             |             |            |            |            |        |
| #       | Land       | Wedstrijden | Wedstrijden | Wedstrijden | Wedstrijden | Doelpunten | Doelpunten | Doelpunten | Punten |
| #       | Land       | G           | W           | G           | V           | V          | T          | Saldo      | Punten |
| 1       | Noorwegen  | 5           | 5           | 0           | 0           | 154        | 106        | +48        | 10     |
| 2       | Roemenië   | 5           | 4           | 0           | 1           | 150        | 112        | +38        | 8      |
| 3       | China      | 5           | 2           | 0           | 3           | 122        | 135        | -13        | 4      |
| 4       | Frankrijk  | 5           | 2           | 0           | 3           | 121        | 128        | -7         | 4      |
| 5       | Kazachstan | 5           | 1           | 1           | 3           | 109        | 137        | -28        | 3      |
| 6       | Angola     | 5           | 0           | 1           | 4           | 109        | 147        | -38        | 1      |

| Ronde       | Datum  | Plaats     | Land  | Score     | Land |
| ----------- | ------ | ---------- | ----- | --------- | ---- |
| Groepsfase  |        |            |       |           |      |
| 9 augustus  | Peking | Frankrijk  | 32-21 | Angola    |      |
| 11 augustus | Peking | Kazachstan | 18-21 | Frankrijk |      |
| 13 augustus | Peking | Roemenië   | 34-26 | Frankrijk |      |
| 15 augustus | Peking | Frankrijk  | 24-34 | Noorwegen |      |
| 17 augustus | Peking | Frankrijk  | 18-21 | China     |      |
| Kwartfinale |        |            |       |           |      |
| 19 augustus | Peking | Rusland    | 32-31 | Frankrijk |      |
| 5-8ste plek |        |            |       |           |      |
| 21 augustus | Peking | Roemenië   | 34-36 | Frankrijk |      |
| 5-6de plek  |        |            |       |           |      |
| 23 augustus | Peking | China      | 23-31 | Frankrijk |      |

### Judo
| Olympiër                 | Discipline | Resultaat | Prestatie |
| ------------------------ | ---------- | --------- | --- |
| Dimitri Dragin           | -60kg (m)  | 5e        | voorronde: vrij 1ste ronde: W van GEO Khergiania: waza-ari 2de ronde: W van ISR Yekutiek: ippon kwartfinale: W van RUS Kishmakov: koka halve finale: V van AUT Paischer: ippon bronzen finale: V van UZB Sobirov: koka                                        |
| Benjamin Darbelet        | -66kg (m)  | Zilver    | voorronde: vrij 1ste ronde: W van MAR Rguig: ippon 2de ronde: W van CAN Mehmedovic: koka kwartfinale: W van RUS Gadanov: ippon halve finale: W van PRK Pak: waza-ari finale: V van JPN Uchishiba: ippon                                                       |
| Anthony Rodriguet        | -81kg (m)  | 21e       | voorronde: vrij 1ste ronde: V van CUB Cardenas: waza-ari |
| Yves-Matthieu Dafreville | -90kg (m)  | 5e        | 1ste ronde: W van CUB Gonzalez: ippon 2de ronde: W van ITA Meloni: yuko kwartfinale: W van BRA Santos: ippon halve finale: V van ALG Benikhlef: koka bronzen finale: V van EGY Mesbah: koka                                                                   |
| Frédéric Demontfaucon    | -100kg (m) | 21e       | 1ste ronde: V van ISR Ze'evi: yuko |
| Teddy Riner              | +100kg (m) | Brons     | voorronde: vrij 1ste ronde: W van TUN Chedly: yuko 2de ronde: W van KAZ Ikhsangaliyev: ippon kwartfinale: V van UZB Tangriev: koka herkansingen: W van GER Tölzer: yuko herkansingen 2: W van BRA Schittler: ippon bronzen finale: W van GEO Gujejiani: ippon |
|                          |            |           | |
| Frédérique Jossinet      | -48kg (v)  | 19e       | 1ste ronde: V van KAZ Nurgazina: ippon |
| Audrey La Rizza          | -52kg (v)  | 19e       | 1ste ronde: V van BEL Heylen: koka |
| Barbara Harel            | -57kg (v)  | 5e        | 1ste ronde: vrij 2de ronde: W van PRK Kye: waza-ari kwartfinale: V van ITA Quintavalle: yuko herkansingen: W van GER Bönisch: koka herkansingen 2: W van HUN Baczkó: waza-ari bronzen finale: V van CHN Xu: ippon                                             |
| Lucie Décosse            | -63kg (v)  | Zilver    | 1ste ronde: W van SLO Zolnir: ippon 2de ronde: W van ISR Schlesinger: yuko kwartfinale: W van GER von Harnier: ippon halve finale: W van PRK Won: waza-ari finale: V van JPN Tanimoto: ippon                                                                  |
| Gévrise Emane            | -70kg (v)  | 19e       | 1ste ronde: vrij 2de ronde: V van ESP Iglesias: koka |
| Stéphanie Possamai       | -78kg (v)  | Brons     | 1ste ronde: W van ARG Briceño: koka 2de ronde: W van TUN Miled: ippon kwartfinale: V van CUB Castillo: yuko herkansingen: W van KAZ Abikeyeva: ippon herkansingen 2: W van GER Wollert: waza-ari bronzen finale: W van ESP San Miguel: waza-ari               |
| Anne-Sophie Mondière     | -78kg (v)  | 7e        | 1ste ronde: W van UZB Shekerova: waza-ari 2de ronde: V van JPN Tsukada: ippon herkansingen: W van MEX Zambotti: ippon herkansingen 2: V van MGL Tserenkhand: ippon                                                                                            |

### Kanovaren
| Olympiër                          | Onderdeel     | Resultaat | Prestatie                                                                         |
| Slalom                            | Slalom        | Slalom    | Slalom                                                                            |
| --------------------------------- | ------------- | --------- | --------------------------------------------------------------------------------- |
| Tony Estanguet                    | C-1 (m)       | 6e        | voorronde: 6de met 176,08                                                         |
| Martin Braud Cédric Forgit        | C-2 (m)       | 4e        | voorronde: 2de met 188,56 halve finale: 5de met 102,76 finale: 4de met 198,19     |
| Fabien Lefèvre                    | K-1 (m)       | Zilver    | voorronde: 2de met 168,06 halve finale: 3de met 87,21 finale: 2de met 173,30      |
|                                   |               |           |                                                                                   |
| Emilie Fer                        | K-1 (v)       | 7e        | voorronde: 5de met 189,68 halve finale: 2de met 98,50 finale: 7de met 251,96      |
| Sprint                            |               |           |                                                                                   |
| Mathieu Goubel                    | C-1 500m (m)  | 4e        | serie 2: 3de in 1.49,527 halve finale 1: 2de in 1.52,239 finale: 4de in 1.49,056  |
| Mathieu Goubel                    | C-1 1000m (m) | 4e        | serie 2: 2de in 3.56,972 halve finale 2: 1ste in 3.57,607 finale: 7de in 3.57,887 |
| Bertrand Hemonic William Tchamba  | C-2 500m (m)  | 12e       | serie 2: 6de in 1.43,453 halve finale: 6de in 1.43,874                            |
| Bertrand Hemonic William Tchamba  | C-2 1000m (m) | 12e       | serie 1: 5de in 3.46,431 halve finale: 6de in 3.48,406                            |
| Arnaud Hybois                     | K-1 500m (m)  | 12e       | serie 2: 4de in 1.37,902 halve finale 3: 5de in 1.43,559                          |
| Sébastien Jouve Vincent Lecrubier | K-2 500m (m)  | 7e        | serie 1: 2de in 1.29,805 finale: 7de in 1.31,312                                  |
| Cyrille Carré Philippe Colin      | K-2 1000m (m) | 6e        | serie 1: 3de in 3.18,968 finale: 6de in 3.16,532                                  |
|                                   |               |           |                                                                                   |
| Marie Delattre Anne-Laure Viard   | K-2 500m (v)  | Brons     | serie 2: 2de in 1.43,832 finale: 3de in 1.42,128                                  |

### Moderne vijfkamp
| Olympiër        | Discipline | Resultaat | Prestatie   |
| --------------- | ---------- | --------- | ----------- |
| Jean Berrou     | mannen     | 23e       | 5172 punten |
| John Zakrzewski | mannen     | 34e       | 4264 punten |
|                 |            |           |             |
| Amélie Caze     | vrouwen    | 9e        | 5536 punten |

### Paardensport
| Olympiër                                        | Onderdeel   | Resultaat | Prestatie                                                           |
| Dressuur                                        | Dressuur    | Dressuur  | Dressuur                                                            |
| ----------------------------------------------- | ----------- | --------- | ------------------------------------------------------------------- |
| Marc Boblet                                     | individueel | 21e       | Grand Prix: 21ste met 66,125% Grand Prix Special: 21ste met 65,640% |
| Julia Chevanne-Gimel                            | individueel | 32e       | Grand Prix: 32ste met 63,250%                                       |
| Hubert Perring                                  | individueel | 25e       | Grand Prix: 20ste met 66,833% Grand Prix Special: 25ste met 62,680% |
| Marc Boblet Julia Chevanne-Gimel Hubert Perring | team        | 7e        | Grand Prix: 8ste met 65,403%                                        |
| Eventing                                        |             |           |                                                                     |
| Jean Renaud Adde                                | individueel | DNF       | niet gefinisht                                                      |
| Didier Dhennin                                  | individueel | 6e        | 59,80 strafpunten                                                   |
| Nicolas Touzaint                                | individueel | DNF       | niet gefinisht                                                      |
| Eric Vigeanel                                   | individueel | 20e       | 83,00 strafpunten                                                   |
| Jean Renaud Adde Didier Dhennin Eric Vigeanel   | team        | 11e       | 1138,80 strafpunten                                                 |

### Roeien
| Olympiër                                                                | Discipline             | Resultaat | Prestatie |
| ----------------------------------------------------------------------- | ---------------------- | --------- | --- |
| Maxime Boisset Frédéric Dufour                                          | lichte dubbel-twee (m) | 11e       | serie 4: 2de in 6.20,17 halve finale 1: 5de in 6.41,18 finale B: 5de in 6.32,65                               |
| Adrien Hardy Jean-Baptiste Macquet                                      | dubbel-twee (m)        | 5e        | serie 3: 2de in 6.21,92 halve finale 2: 1ste in 6.18,86 finale: 5de in 6.33,36                                |
| Laurent Cadot Erwan Peron                                               | twee-zonder (m)        | 9e        | serie 1: 1ste in 6.46,57 halve finale 1: 5de in 6.44,29 finale B: 3de in 6.54,40                              |
| Julien Bahain Cedric Berrest Jonathan Coeffic Pierre-Jean Peltier       | dubbel-vier (m)        | Brons     | serie 2: 2de in 5.41,75 halve finale 2: 3de in 5.53,04 finale: 3de in 5.44,34                                 |
| Jean-Christophe Bette Guillaume Raineau Franck Solforosi Fabien Tilliet | lichte vier-zonder (m) | 4e        | serie 3: 2de in 5.51,68 halve finale 2: 2de in 6.07,26 finale: 4de in 5.51,22                                 |
| Germain Chardin Julien Desprès Dorian Mortelette Benjamin Rondeau       | vier-zonder (m)        | Brons     | serie 3: 4de in 6.05,00 herkansingen: 2de in 6.00,01 halve finale 1: 3de in 5.56,73 finale: 3de in 6.09,31    |
|                                                                         |                        |           | |
| Sophie Balmary                                                          | skiff (v)              | 12e       | serie 1: 3de in 7.47,37 kwartfinale 2: 2de in 7.37,01 halve finale 2: 6de in 7.56,73 finale B: 6de in 7.58,88 |
| Stephanie Dechand Inene Pascal-Pretre                                   | twee-zonder (v)        | 8e        | serie 2: 5de in 7.42,92 herkansingen: 4de in 7.41,87 finale B: 2de in 7.36,25                                 |

### Schermen
| Olympiër                                                          | Onderdeel      | Resultaat | Prestatie |
| ----------------------------------------------------------------- | -------------- | --------- | --- |
| Fabrice Jeannet                                                   | degen (m)      | Zilver    | 1ste ronde: W van KGZ Katchiourine: 15-14 2de ronde: W van USA Kelsey: 15-11 3de ronde: W van CAN Tikhomirov: 15-9 kwartfinale: W van KOR Jung: 15-11 halve finale: W van HUN Boczkó: 15-12 finale: V van ITA Tagliariol: 9-15 |
| Jérôme Jeannet                                                    | degen (m)      | 9e        | 1ste ronde: vrij 2de ronde: W van EST Novosjolov: 15-14 3de ronde: V van ESP Abojo: 9-15 |
| Ulrich Robeiri                                                    | degen (m)      | 9e        | 1ste ronde: vrij 2de ronde: W van RUS Avdeev: 15-11 3de ronde: V van ITA Tagliariol: 11-15 |
| Fabrice Jeannet Jérôme Jeannet Jean-Michel Lucenay Ulrich Robeiri | degen team (m) | Goud      | 1ste ronde: vrij kwartfinale: W van Vietnam: 45-33 halve finale: W van Italië: 45-39 finale: W van Polen: 45-29 |
| Brice Guyart                                                      | floret (m)     | 9e        | 1ste ronde: W van MAR Ali: 15-3 2de ronde: W van FRA Le Péchoux: 10-15 |
| Erwann Le Péchoux                                                 | floret (m)     | 9e        | 1ste ronde: vrij 2de ronde: W van FRA Guyart: 15-10 kwartfinale: V van ITA Sanzo: 9-10 |
| Nicolas Lopez                                                     | sabel (m)      | Zilver    | 1ste ronde: W van BUR Ouedraogo: 15-6 2de ronde: W van RUS Pozdnjakov: 15-8 3de ronde: W van KOR Oh: 15-11 kwartfinale: W van ESP Pina: 15-10 halve finale: W van ROU Covaliu: 15-13 finale: V van CHN Zhong: 9-15             |
| Julien Pillet                                                     | sabel (m)      | 4e        | 1ste ronde: vrij 2de ronde: W van CHN Wang: 15-14 3de ronde: W van ROU Dumitrescu: 15-13 kwartfinale: W van USA Smart: 15-13 halve finale: V van CHN Zhong: 12-15 bronzen finale: V van ROU Covaliu: 11-15                     |
| Boris Sanson                                                      | sabel (m)      | 9e        | 1ste ronde: vrij 2de ronde: W van USA Morehouse: 15-12 3de ronde: V van ITA Tarantino: 7-15 |
| Vincent Anstett Nicolas Lopez Julien Pillet Boris Sanson          | sabel team (m) | Goud      | 1ste ronde: W van Egypte: 45-31 halve finale: W van Italië: 45-41 finale: W van Verenigde Staten: 45-37 |
|                                                                   |                |           | |
| Laura Flessel-Colovic                                             | degen (v)      | 5e        | 1ste ronde: W van ISR Mills: 15-8 2de ronde: W van CHN Zhong: 13-11 kwartfinale: V van CHN Li: 10-15 |
| Hajnalka Kiraly-Picot                                             | degen (v)      | 9e        | 1ste ronde: W van EGY El-Sayed: 15-7 2de ronde: V van SWE Samuelsson: 13-15 |
| Corinne Maîtrejean                                                | floret (v)     | 9e        | 1ste ronde: vrij 2de ronde: W van USA Smart: 15-9 3de ronde: V van GER Wächter: 10-15 |
| Léonore Perrus                                                    | sabel (v)      | 17e       | 1ste ronde: vrij 2de ronde: V van TUN Besbes: 11-15 |
| Anne-Lise Touya                                                   | sabel (v)      | 17e       | 1ste ronde: vrij 2de ronde: V van HUN Nagy: 13-15 |
| Carole Vergne                                                     | sabel (v)      | 9e        | 1ste ronde: vrij 2de ronde: V van KOR Kim: 14-15 |
| Solenn Mary Léonore Perrus Anne-Lise Touya Carole Vergne          | sabel team (v) | 4e        | 1ste ronde: W van Canada: 45-22 halve finale: V van China: 38-45 bronzen finale: V van Verenigde Staten: 38-45 |

### Schietsport
| Olympiër              | Discipline                 | Resultaat | Prestatie                                                                             |
| --------------------- | -------------------------- | --------- | ------------------------------------------------------------------------------------- |
| Josselin Henry        | 10m luchtgeweer (m)        | 40e       | kwalificatie: 40ste met 587 punten (97-97-97-99-99-98)                                |
| Josselin Henry        | 50m geweer 3 houdingen (m) | 41e       | kwalificatie: 41ste met 1151 punten (388-373-390)                                     |
| Valerian Sauveplane   | 50m geweer 3 houdingen (m) | 7e        | kwalificatie: 6de met 1172 punten (396-384-392) finale: 7de met 1267,1 punten         |
| Josselin Henry        | 50m geweer liggend (m)     | 23e       | kwalificatie: 23ste met 593 punten (99-100-99-98-99-97)                               |
| Valerian Sauveplane   | 50m geweer liggend (m)     | 6e        | kwalificatie: 8ste met 594 punten (98-100-97-100-100-99) finale: 6de met 698,8 punten |
| Franck Dumoulin       | 50m pistool (m)            | 34e       | kwalificatie: 34ste met 548 punten (90-89-96-94-88-91)                                |
| Walter Lapeyre        | 50m pistool (m)            | 25e       | kwalificatie: 25ste met 552 punten (94-94-93-96-87-88)                                |
| Franck Dumoulin       | 10m luchtpistool (m)       | 25e       | kwalificatie: 25ste met 576 punten (92-96-97-97-97-97)                                |
| Walter Lapeyre        | 10m luchtpistool (m)       | 6e        | kwalificatie: 8ste met 581 punten (98-98-95-96-99-95) finale: 6de met 680,3 punten    |
| Anthony Terras        | skeet (m)                  | Brons     | kwalificatie: 3de met 120 punten (24-24-24-25-23) finale: 3de met 144 punten          |
| Stéphane Clamens      | trap (m)                   | 25e       | kwalificatie: 25ste met 112 punten (25-20-20-23-24)                                   |
| Yves Tronc            | trap (m)                   | 17e       | kwalificatie: 17de met 115 punten (24-23-22-24-22)                                    |
|                       |                            |           |                                                                                       |
| Laurence Brize        | 10m luchtgeweer (v)        | 19e       | kwalificatie: 19de met 394 punten (99-98-98-99)                                       |
| Marie-Laure Gigon     | 10m luchtgeweer (v)        | 7e        | kwalificatie: 8ste met 396 punten (99-99-98-100)                                      |
| Laurence Brize        | 50m geweer 3 houdingen (v) | 13e       | kwalificatie: 13de met 579 punten (199-186-194)                                       |
| Marie-Laure Gigon     | 50m geweer 3 houdingen (v) | 38e       | kwalificatie: 38ste met 568 punten (192-184-192)                                      |
| Brigitte Roy          | 25m pistool (v)            | 15e       | kwalificatie: 15de met 580 punten (289-291)                                           |
| Stéphanie Tirode      | 25m pistool (v)            | 22e       | kwalificatie: 22ste met 577 punten (291-286)                                          |
| Brigitte Roy          | 10m luchtpistool (v)       | 23e       | kwalificatie: 23ste met 379 punten (93-94-97-95)                                      |
| Stéphanie Tirode      | 10m luchtpistool (v)       | 33e       | kwalificatie: 33ste met 377 punten (96-94-94-93)                                      |
| Véronique Girardet    | skeet (v)                  | 16e       | kwalificatie: 16de met 63 punten (22-22-19)                                           |
| Delphine Racinet-Reau | trap (v)                   | 13e       | kwalificatie: 13de met 62 punten (18-20-24)                                           |

### Schoonspringen
| Olympiër      | Onderdeel     | Resultaat | Prestatie                          |
| ------------- | ------------- | --------- | ---------------------------------- |
| Claire Febvay | 10m toren (v) | 25e       | voorronde: 25ste met 255,30 punten |
| Audrey Labeau | 10m toren (v) | 21e       | voorronde: 21ste met 289,95 punten |

### Synchroonzwemmen
| Olympiër                                | Onderdeel | Resultaat | Prestatie                                                        |
| --------------------------------------- | --------- | --------- | ---------------------------------------------------------------- |
| Apolline Dreyfuss Lila Meessemann-Bakir | duet      | 11e       | voorronde: 11de met 90,000 punten finale: 11de met 90,333 punten |

### Taekwondo
| Olympiër        | Onderdeel | Resultaat | Prestatie |
| --------------- | --------- | --------- | --- |
| Mickaël Borot   | +80kg (m) | 10e       | 1ste ronde: V van MLI Keïta: 5-6 |
|                 |           |           | |
| Gwladys Epangue | -67kg (m) | Brons     | 1ste ronde: W van KAZ Nurkina: 3-0 kwartfinale: W van MAR Benabderrassoul: 1-1 halve finale: V van KOR Hwang: 1-2 bronzen finale: W van AUS Morgan: 4-1 |

### Tafeltennis
| Olympiër          | Onderdeel     | Resultaat | Prestatie |
| ----------------- | ------------- | --------- | --- |
| Patrick Chila     | enkelspel (m) | 49e       | voorronde: vrij 1ste ronde: V van HUN Jakab: 3-4 (11-7, 12-10, 11-9, 7-11, 1-11, 8-11, 9-11)                                                                                |
| Damien Éloi       | enkelspel (m) | 33e       | voorronde: vrij 1ste ronde: W van EGY Saleh: 4-3 (7-11, 14-16, 11-8, 8-11, 11-7, 11-8, 11-6) 2de ronde: V van JPN Mizitani: 3-4 (9-11, 11-7, 13-15, 11-7, 11-8, 8-11, 1-11) |
| Christophe Legoût | enkelspel (m) | 49e       | voorronde: vrij 1ste ronde: V van VIE Quoc: 2-4 (12-10, 7-11, 6-11, 11-6, 9-11, 12-14)                                                                                      |
|                   |               |           | |
| Xian Yi Fang      | enkelspel (v) | 49e       | voorronde: vrij 1ste ronde: W van POL Jie: 4-3 (11-6, 11-4, 6-11, 11-9, 8-11, 8-11, 11-7) 2de ronde: V van HKG Fei: 1-4 (3-11, 11-9, 3-11, 8-11, 4-11)                      |

### Tennis
| Olympiër                           | Onderdeel      | Resultaat | Prestatie |
| ---------------------------------- | -------------- | --------- | --- |
| Michaël Llodra                     | enkelspel (m)  | 17e       | 1ste ronde: W van CZE Štěpánek: 4-6, 7-6(5), 11-9 2de ronde: V van RUS Andreev: 4-6, 6-3, 1-6 |
| Paul-Henri Mathieu                 | enkelspel (m)  | 5e        | 1ste ronde: W van ECU Lapentti: 7-6(4), 6-2 2de ronde: W van RUS Davydenko: 7-5, 6-3 3de ronde: W van GER Kiefer: 6-3, 7-5 kwartfinale: W van CHI Gonzalez: 4-6, 4-6 |
| Gaël Monfils                       | enkelspel (m)  | 5e        | 1ste ronde: W van ESP Almagro: 6-4, 3-6, 6-3 2de ronde: W van ROU Hănescu: 6-4, 7-6(5) 3de ronde: W van ARG Nalbandian: 6-4, 6-4 kwartfinale: V van SRB Djokovic: 6-4, 1-6, 4-6                                                                                               |
| Gilles Simon                       | enkelspel (m)  | 9e        | 1ste ronde: W van SWE Söderling: 6-4, 6-4 2de ronde: W van ARG Canas: 7-5, 6-1 3de ronde: V van USA Blake: 4-6, 2-6 |
| Arnaud Clément Michaël Llodra      | dubbelspel (m) | 4e        | 1ste ronde: W van ISR Erlich/Ram: 6-4, 6-4 2de ronde: W van GBR A Murray/J Murray: 6-1, 6-3 kwartfinale: W van RUS Andreev/Davydenko: 6-2, 6-7(4), 6-4 halve finale: V van SWE Aspelin/Johansson: 6-7(6), 6-4, 17-19 bronzen finale: V van USA B Bryan/M Bryan: 6-3, 3-6, 4-6 |
| Gaël Monfils Gilles Simon          | dubbelspel (m) | 17e       | 1ste ronde: V van IND Bhupathi/Paes: 3-6, 3-6 |
|                                    |                |           | |
| Alizé Cornet                       | enkelspel (m)  | 9e        | 1ste ronde: W van CZE Vaidisova: 4-6, 6-1, 6-4 2de ronde: W van CHN Peng: 6-2, 6-2 3de ronde: V van USA S Williams: 6-3, 3-6, 4-6 |
| Tatiana Golovin                    | enkelspel (m)  | DNS       | opgave |
| Pauline Parmentier                 | enkelspel (m)  | 33e       | 1ste ronde: V van SVK Cibulková: 1-6, 5-7 |
| Virginie Razzano                   | enkelspel (m)  | 17e       | 1ste ronde: W van GRE Daniilidou: 6-3, 6-3 2de ronde: V van EST Kanpei: 4-6, 5-7 |
| Alizé Cornet Virginie Razzano      | dubbelspel (v) | 17e       | 1ste ronde: V van TPE Chan/Chia-Jung: 6-7(2), 7-6(3), 5-7 |
| Tatiana Golovin Pauline Parmentier | dubbelspel (v) | DNS       | opgave |

### Triatlon
| Olympiër          | Onderdeel | Resultaat | Prestatie      |
| ----------------- | --------- | --------- | -------------- |
| Frederic Belaubre | mannen    | 10e       | 1:50.00,30     |
| Tony Moulai       | mannen    | DNF       | niet gefinisht |
| Laurent Vidal     | mannen    | 36e       | 1:53.02,79     |
|                   |           |           |                |
| Jessica Harrison  | vrouwen   | 12e       | 2:01.31,74     |
| Carole Péon       | vrouwen   | 34e       | 2:06.04,28     |

### Wielersport
| Olympiër                                                            | Onderdeel                     | Resultaat | Prestatie |
| Baan                                                                | Baan                          | Baan      | Baan |
| ------------------------------------------------------------------- | ----------------------------- | --------- | --- |
| Mickaël Bourgain                                                    | sprint (m)                    | Brons     | kwalificatie: 5de in 10,123 1ste ronde: W van JPN Kitatsuru: 10,672 2de ronde: W van ITA Chiappa: 10,734 kwartfinale: W van NED Bos: 2-0 halve finale: V van GBR Hoy: 0-2 bronzen finale: W van GER Levy: 2-1 |
| Kévin Sireau                                                        | sprint (m)                    | 5e        | kwalificatie: 4de in 10,098 1ste ronde: W van USA Blatchford: 10,742 2de ronde: V van NED Bos 2de ronde herkansingen: 1ste kwartfinale: V van GBR Kenny: 0-2 5-8ste plek: 1ste                                |
| Grégory Baugé Kévin Sireau Arnaud Tournant                          | sprint team (m)               | Zilver    | kwalificatie: 2de in 43,541 1ste ronde: W van Maleisië: 43,656 finale: V van Groot-Brittannië: 43,651 |
| Fabien Sanchez                                                      | individuele achtervolging (m) | 15e       | kwalificatie: 15de in 4.33,100 |
| Damien Gaudin Matthieu Ladagnous Christophe Riblon Nicolas Rousseau | ploegenachtervolging (m)      | DSQ       | kwalificatie: 5de in 4.03,179 halve finale: V van Denemarken: gediskwalificeerd |
| Grégory Baugé                                                       | keirin (m)                    | 7e        | 1ste ronde: 4de herkansingen: 1ste 2de ronde: 5de finale: 7de |
| Arnaud Tournant                                                     | keirin (m)                    | 6e        | 1ste ronde: 4de herkansingen: 1ste 2de ronde: 3de finale: 6de |
| Grégory Baugé                                                       | puntenkoers (m)               | 21e       | -17 punten |
| Matthieu Ladagnous Jérôme Neuville                                  | ploegkoers (m)                | 7e        | 12 punten |
|                                                                     |                               |           | |
| Clara Sánchez                                                       | sprint (v)                    | 5e        | kwalificatie: 6de in 11,365 1ste ronde: W van BLR Tsylinskaya: 11,607 kwartfinale: V van AUS Meares: 0-2 5-8ste plek: 1ste                                                                                    |
| Pascale Jeuland                                                     | puntenkoers (v)               | 7e        | 8 punten |
| BMX                                                                 |                               |           | |
| Thomas Allier                                                       | mannen                        | 19e       | plaatsingsronde: 19de in 36,649 kwartfinale 4: 6de met 16 punten |
| Damien Godet                                                        | mannen                        | DNF       | plaatsingsronde: 3de in 36,008 kwartfinale 4: 4de met 13 punten halve finale 2: 4de met 14 punten finale: niet gefinisht                                                                                      |
|                                                                     |                               |           | |
| Anne-Caroline Chausson                                              | vrouwen                       | Goud      | plaatsingsronde: 1ste in 36,660 halve finale 1: 1ste met 4 punten finale: 1ste in 35,976 |
| Laëtitia Le Corguillé                                               | vrouwen                       | Zilver    | plaatsingsronde: 3de in 37,145 halve finale 2: 1ste met 4 punten finale: 2de in 38,042 |
| Moutainbike                                                         |                               |           | |
| Julien Absalon                                                      | mannen                        | Goud      | 1:55.59 |
| Jean-Christophe Péraud                                              | mannen                        | Zilver    | 1:57.06 |
| Cédric Ravanel                                                      | mannen                        | 14e       | 2:01.38 |
| Moutainbike                                                         |                               |           | |
| Laurence Leboucher                                                  | vrouwen                       | 17e       | 2:00.55 |
| Weg                                                                 |                               |           | |
| Cyril Dessel                                                        | wegwedstrijd (m)              | DNF       | niet gefinisht |
| Pierrick Fédrigo                                                    | wegwedstrijd (m)              | DNF       | niet gefinisht |
| Rémi Pauriol                                                        | wegwedstrijd (m)              | 34e       | 6:26.17 |
| Jérôme Pineau                                                       | wegwedstrijd (m)              | 14e       | 6:24.11 |
| Pierre Rolland                                                      | wegwedstrijd (m)              | DNF       | niet gefinisht |
|                                                                     |                               |           | |
| Jeannie Longo-Ciprelli                                              | tijdrit (v)                   | 4e        | 35.52,62 |
| Maryline Salvetat                                                   | tijdrit (v)                   | 20e       | 38.09,72 |
| Christel Ferrier Bruneau                                            | wegwedstrijd (v)              | 13e       | 3:32.45 |
| Jeannie Longo-Ciprelli                                              | wegwedstrijd (v)              | 24e       | 3:32.57 |
| Maryline Salvetat                                                   | wegwedstrijd (v)              | 14e       | 3:32.45 |

### Worstelen
| Olympiër                  | Onderdeel   | Resultaat   | Prestatie |
| Vrije stijl               | Vrije stijl | Vrije stijl | Vrije stijl |
| ------------------------- | ----------- | ----------- | --- |
| Vincent Aka-Akesse        | -96kg (m)   | 18e         | kwalificatie: vrij 1ste ronde: V van AZE Gazymumov: 0-3 |
|                           |             |             | |
| Vanessa Boubryemm         | -48kg (m)   | 7e          | kwalificatie: W van VEN Caripa: 3-0 1ste ronde: W van RUS Rakhamanova: 3-1 kwartfinale: V van USA Chun: 1-3                                                                           |
| Lise Legrand              | -63kg (m)   | 5e          | kwalificatie: vrij 1ste ronde: W van ESP Méndez: 3-0 kwartfinale: W van POL Michalik: 3-1 halve finale: V van RUS Kartashova: 1-3 bronzen finale: V van KAZ Shalygina: 1-3            |
| Audrey Prieto-Bokhashvili | -63kg (m)   | 14e         | 1ste ronde: V van GER Schätzle: 0-5 |
| Grieks-Romeins            |             |             | |
| Sébastien Hidalgo         | -60kg (m)   | 5e          | kwalificatie: vrij 1ste ronde: V van CUB Monzon: 0-3 |
| Steeve Guénot             | -66kg (m)   | Goud        | kwalificatie: W van CUB Milian: 3-1 1ste ronde: W van HUN Lőrincz: 3-1 kwartfinale: W van BLR Siamionau: 3-1 halve finale: W van KAZ Bayakhemtov: 1-3 finale: W van KGZ Begaliev: 3-1 |
| Christophe Guénot         | -74kg (m)   | Brons       | kwalificatie: vrij 1ste ronde: V van GEO Kvirkvelia: 1-3 herkansingen: W van GER Schneider: 3-1 bronzen finale: W van HUN Bacsi: 3-1                                                  |
| Mélonin Noumonvi          | -84kg (m)   | 5e          | kwalificatie: vrij 1ste ronde: V van ITA Minguzzi: 1-3 herkansingen: W van RUS Mishin: 3-1 bronzen finale: V van SWE Abrahamian: 1-3                                                  |
| Yannick Szczepaniak       | -66kg (m)   | Brons       | kwalificatie: vrij 1ste ronde: W van BUL Ivanov: 3-1 kwartfinale: W van HUN Deák-Bárdos: 3-1 halve finale: V van RUS Baroyev: 1-3 bronzen finale: V van LTU Mizgaitis: 1-3            |

### Zeilen
| Olympiër                                        | Discipline       | Resultaat | Prestatie                                      |
| ----------------------------------------------- | ---------------- | --------- | ---------------------------------------------- |
| Julien Bontemps                                 | RS:X (m)         | Zilver    | 53 punten: (13-1-5-4-10-8-2-10-2-3-8)          |
| Jean-Baptiste Bernaz                            | laser (m)        | 8e        | 104 punten: (19-1-12-9-6-10-30-5-34-12)        |
| Olivier Bausset Nicolas Charbonnier             | 470 (m)          | Brons     | 78 punten: (6-3-8-1-6-18-314-7-20-12)          |
| Pascal Rambeau Xavier Rohart                    | star (m)         | 6e        | 69 punten: (12-1-5-4-7-6-9-9-8-2-18)           |
|                                                 |                  |           |                                                |
| Faustine Merret                                 | RS:X (v)         | 11e       | 100 punten: (8-28-10-7-11-19-17-18-7-3)        |
| Sarah Steyaert                                  | laser radial (v) | 5e        | 77 punten: (11-1-21-3-29-1-3-10-11-16)         |
| Gwendolyn Lemaitre Ingrid Petitjean             | 470 (v)          | 11e       | 85 punten: (1-11-16-8-17-9-9-9-13-9)           |
| Julie Gerecht Anne Le Helley Catherine Lepesant | yngling (v)      | 5e        | 56 punten: (4-15-1-14-5-10-10-2-10)            |
|                                                 |                  |           |                                                |
| Guillaume Florent                               | finn             | Brons     | 58 punten: (5-8-20-3-4-6-4-21)                 |
| Emmanuel Dyen Yann Rocherieux                   | 49er             | 10e       | 109 punten: (7-8-4-5-11-13-11-13-14-7-6-17-10) |
| Christophe Espagnon Xavier Revil                | tornado          | 11e       | 69 punten: (7-2-10-16-9-10-10-4-10-7)          |

### Zwemmen
| Olympiër                                                                                           | Discipline            | Resultaat | Prestatie                                                                           |
| -------------------------------------------------------------------------------------------------- | --------------------- | --------- | ----------------------------------------------------------------------------------- |
| Alain Bernard                                                                                      | 50m vrije slag (m)    | Brons     | serie 13: 2de in 21,78 halve finale 2: 1ste in 21,54 finale: 3de in 21,49           |
| Amaury Leveaux                                                                                     | 50m vrije slag (m)    | Zilver    | serie 12: 1ste in 21,46 (OR) halve finale 2: 4de in 21,76 finale: 2de in 21,45      |
| Alain Bernard                                                                                      | 100m vrije slag (m)   | Goud      | serie 9: 1ste in 47,85 halve finale 1: 1ste in 47,20 (WR) finale: 1ste in 47,21     |
| Fabien Gilot                                                                                       | 100m vrije slag (m)   | 15e       | serie 7: 5de in 48,42 halve finale 1: 8ste in 49,00                                 |
| Amaury Leveaux                                                                                     | 200m vrije slag (m)   | DNF       | serie 6: 5de in 1.47,44                                                             |
| Nicolas Rostoucher                                                                                 | 400m vrije slag (m)   | 14e       | serie 3: 5de in 3.47,15                                                             |
| Sébastien Rouault                                                                                  | 400m vrije slag (m)   | 23e       | serie 2: 2de in 3.48,84                                                             |
| Nicolas Rostoucher                                                                                 | 1500m vrije slag (m)  | 13e       | serie 2: 1ste in 15.00,58                                                           |
| Sébastien Rouault                                                                                  | 1500m vrije slag (m)  | 27e       | serie 3: 8ste in 15.21,14                                                           |
| Benjamin Stasiulis                                                                                 | 100m rugslag (m)      | 25e       | serie 3: 5de in 55,08                                                               |
| Simon Dufour                                                                                       | 200m rugslag (m)      | 34e       | serie 4: 8ste in 2.02,00                                                            |
| Pierre Roger                                                                                       | 200m rugslag (m)      | 17e       | serie 5: 5de in 1.59,01                                                             |
| Hugues Duboscq                                                                                     | 100m schoolslag (m)   | Brons     | serie 9: 1ste in 59,67 halve finale 2: 2de in 59,83 finale: 3de in 59,37            |
| Hugues Duboscq                                                                                     | 200m schoolslag (m)   | Brons     | serie 7: 3de in 2.09,42 halve finale 1: 4de in 2.09,97 finale: 3de in 2.08,94 (NR)  |
| Julien Nicolardot                                                                                  | 200m schoolslag (m)   | 28e       | serie 4: 5de in 2.12,76                                                             |
| Frédérick Bousquet                                                                                 | 100m vlinderslag (m)  | 16e       | serie 7: 4de in 51,83 halve finale 2: 8ste in 52,94                                 |
| Christophe Lebon                                                                                   | 100m vlinderslag (m)  | 31e       | serie 8: 8ste in 52,56                                                              |
| Christophe Lebon                                                                                   | 200m vlinderslag (m)  | 17e       | serie 5: 6de in 1.56,63                                                             |
| Pierre Henri                                                                                       | 400m wisselslag (m)   | 22e       | serie 4: 7de in 4.22,41                                                             |
| Alain Bernard Frédérick Bousquet Fabien Gilot Amaury Leveaux Grégory Mallet Boris Steimetz         | 4x100m vrije slag (m) | Zilver    | serie 2: 1ste in 3.12,36 finale: 2de in 3.08,32                                     |
| Sébastien Bodet Clément Lefert Amaury Leveaux Matthieu Madelaine                                   | 4x200m vrije slag (m) | 10e       | serie 1: 6de in 7.13,57                                                             |
| Hugues Duboscq Fabien Gilot Christophe Lebon Benjamin Stasiulis                                    | 4x100m wisselslag (m) | 9e        | serie 2: 6de in 3.34,78                                                             |
| Gilles Rondy                                                                                       | 10km open water (m)   | 15e       | 1:52.16,17                                                                          |
| |                       |           |                                                                                     |
| Céline Couderc                                                                                     | 50m vrije slag (v)    | 34e       | serie 11: 7de in 25,22                                                              |
| Malia Metella                                                                                      | 50m vrije slag (v)    | 12e       | serie 12: 4de in 24,95 halve finale 1: 8ste in 24,89                                |
| Malia Metella                                                                                      | 100m vrije slag (v)   | 9e        | serie 7: 4de in 54,12 halve finale 2: 5de in 54,20                                  |
| Alena Popchanka                                                                                    | 100m vrije slag (v)   | 18e       | serie 5: 5de in 54,86                                                               |
| Ophélie Etienne                                                                                    | 200m vrije slag (v)   | 8e        | serie 5: 4de in 1.57,93 halve finale 2: 4de in 1.58,00 finale: 8ste in 1.57,83      |
| Aurore Mongel                                                                                      | 200m vrije slag (v)   | 10e       | serie 6: 6de in 1.58,11 halve finale 2: 6de in 1.58,08                              |
| Coralie Balmy                                                                                      | 400m vrije slag (v)   | 4e        | serie 5: 4de in 4.04,25 finale: 4de in 4.03,60                                      |
| Laure Manaudou                                                                                     | 400m vrije slag (v)   | 8e        | serie 4: 2de in 4.04,93 finale: 8ste in 4.11,26                                     |
| Coralie Balmy                                                                                      | 800m vrije slag (v)   | 12e       | serie 5: 5de in 8.28,34                                                             |
| Sophie Huber                                                                                       | 800m vrije slag (v)   | 19e       | serie 5: 8ste in 8.33,76                                                            |
| Alexianne Castel                                                                                   | 100m rugslag (v)      | 23e       | serie 7: 6de in 1.01,44                                                             |
| Laure Manaudou                                                                                     | 100m rugslag (v)      | 7e        | serie 6: 2de in 1.00,09 halve finale 2: 4de in 1.00,19 finale: 7de in 1.00,10       |
| Alexianne Castel                                                                                   | 200m rugslag (v)      | 13e       | serie 2: 6de in 2.10,04                                                             |
| Laure Manaudou                                                                                     | 200m rugslag (v)      | 15e       | serie 3: 3de in 2.09,39 halve finale 1: 8ste in 2.12,04                             |
| Sophie de Ronchi                                                                                   | 200m schoolslag (v)   | 30e       | serie 5: 7de in 2.30,94                                                             |
| Aurore Mongel                                                                                      | 100m vlinderslag (v)  | 9e        | serie 7: 1ste in 58,30 halve finale 1: 5de in 58,46                                 |
| Alena Popchanka                                                                                    | 100m vlinderslag (v)  | 10e       | serie 7: 3de in 58,40 halve finale 1: 6de in 58,55                                  |
| Aurore Mongel                                                                                      | 200m vlinderslag (v)  | 6e        | serie 5: 1ste in 2.06,49 (NR) halve finale 1: 2de in 2.07,21 finale: 6de in 2.07,36 |
| Magali Rousseau                                                                                    | 200m vlinderslag (v)  | 28e       | serie 3: 7de in 2.13,12                                                             |
| Camille Muffat                                                                                     | 200m wisselslag (v)   | 12e       | serie 4: 3de in 2.12,16 halve finale 2: 7de in 2.12,36                              |
| Cylia Vabre                                                                                        | 200m wisselslag (v)   | 21e       | serie 4: 7de in 2.14,34                                                             |
| Joanne Andraca                                                                                     | 400m wisselslag (v)   | 23e       | serie 5: 8ste in 4.43,88                                                            |
| Camille Muffat                                                                                     | 400m wisselslag (v)   | 19e       | serie 4: 6de in 4.40,29                                                             |
| Céline Couderc Ophélie-Cyrielle Etienne Malia Metella Alena Popchanka Hanna Shcherba-Lorgeril      | 4x100m vrije slag (v) | 6e        | serie 2: 3de in 3.37,76 finale: 6de in 3.37,68                                      |
| Coralie Balmy Céline Couderc Ophélie-Cyrielle Etienne Aurore Mongel Camille Muffat Alena Popchanka | 4x200m vrije slag (v) | 5e        | serie 1: 1ste in 7.50,37 (OR) finale: 5de in 7.50,66                                |
| Alexianne Castel Sophie de Ronchi Aurore Mongel Alena Popchanka                                    | 4x100m wisselslag (v) | 11e       | serie 1: 6de in 4.02,95                                                             |
| Aurélie Muller                                                                                     | 10km open water (v)   | 21e       | 2:02.04,1                                                                           |

Afghanistan · Albanië · Algerije · Amerikaanse Maagdeneilanden · Amerikaans-Samoa · Andorra · Angola · Antigua en Barbuda · Argentinië · Armenië · Aruba · Australië · Azerbeidzjan · Bahama's · Bahrein · Bangladesh · Barbados · België · Belize · Benin · Bermuda · Bhutan · Bolivia · Bosnië en Herzegovina · Botswana · Brazilië · Britse Maagdeneilanden · Bulgarije · Burkina Faso · Burundi · Cambodja · Canada · Centraal-Afrikaanse Republiek · Chili · China · Chinees Taipei · Colombia · Comoren · Congo-Brazzaville · Congo-Kinshasa · Cookeilanden · Costa Rica · Cuba · Cyprus · Denemarken · Djibouti · Dominica · Dominicaanse Republiek · Duitsland · Ecuador · Egypte · El Salvador · Equatoriaal-Guinea · Eritrea · Estland · Ethiopië · Fiji · Filipijnen · Finland · Frankrijk · Gabon · Gambia · Georgië · Ghana · Grenada · Griekenland · Groot-Brittannië · Guam · Guatemala · Guinee · Guinee‑Bissau · Guyana · Haïti · Honduras · Hongarije · Hongkong · Ierland · IJsland · India · Indonesië · Irak · Iran · Israël · Italië · Ivoorkust · Jamaica · Japan · Jemen · Jordanië · Kaaimaneilanden · Kaapverdië · Kameroen · Kazachstan · Kenia · Kirgizië · Kiribati · Koeweit · Kroatië · Laos · Lesotho · Letland · Libanon · Liberia · Libië · Liechtenstein · Litouwen · Luxemburg · Macedonië · Madagaskar · Malawi · Malediven · Maleisië · Mali · Malta · Marshalleilanden · Marokko · Mauritanië · Mauritius · Mexico · Micronesië · Moldavië · Monaco · Mongolië · Montenegro · Mozambique · Myanmar · Namibië · Nauru · Nederland · Nederlandse Antillen · Nepal · Nicaragua · Nieuw-Zeeland · Niger · Nigeria · Noord-Korea · Noorwegen · Oeganda · Oekraïne · Oezbekistan · Oman · Oostenrijk · Oost‑Timor · Pakistan · Palau · Palestina · Panama · Papoea-Nieuw-Guinea · Paraguay · Peru · Polen · Portugal · Puerto Rico · Qatar · Roemenië · Rusland · Rwanda · Saint Kitts en Nevis · Saint Lucia · Saint Vincent en Grenadines · Salomonseilanden · Samoa · San Marino · Sao Tomé en Principe · Saoedi-Arabië · Senegal · Servië · Seychellen · Sierra Leone · Singapore · Slovenië · Slowakije · Soedan · Somalië · Spanje · Sri Lanka · Suriname · Swaziland · Syrië · Tadzjikistan · Tanzania · Thailand · Togo · Tonga · Trinidad en Tobago · Tsjaad · Tsjechië · Tunesië · Turkije · Turkmenistan · Tuvalu · Uruguay · Vanuatu · Venezuela · Verenigde Arabische Emiraten · Verenigde Staten · Vietnam · Wit-Rusland · Zambia · Zimbabwe · Zuid-Afrika · Zuid-Korea · Zweden · Zwitserland
Uitgesloten van deelname: Brunei